# Lépanges-sur-Vologne
Lépanges-sur-Vologne är en kommun i departementet Vosges i regionen Grand Est (tidigare regionen Lorraine) i nordöstra Frankrike. Kommunen ligger i kantonen Bruyères som tillhör arrondissementet Épinal. År 2022 hade Lépanges-sur-Vologne 838 invånare.

## Befolkningsutveckling
Antalet invånare i kommunen Lépanges-sur-Vologne
| Referens: INSEE |